# Aydın Büyükşehir Belediye Spor Kulübü 2022-2023
Questa voce raccoglie le informazioni riguardanti l'Aydın Büyükşehir Belediye Spor Kulübü nelle competizioni ufficiali della stagione 2022-2023.

## Stagione
L'Aydın Büyükşehir Belediye Spor Kulübü non utilizza alcuna denominazione sponsorizzata nella stagione 2022-23.
Partecipa al suo ottavo campionato di Sultanlar Ligi ottenendo un settimo posto al termine della regular season: si qualifica quindi per i play-off per il quinto posto, dove viene sconfitto in semifinale dal Galatasaray e nella finale per il settimo posto sconfigge il Sarıyer. In Coppa di Turchia viene sconfitto solo in semifinale dal VakıfBank.

## Organigramma societario
Area direttiva
- Presidente: Polat Bora Mersin

Area tecnica
- Allenatore: Alper Hamurcu
- Allenatore in seconda: Cihan Çintay
- Assistente allenatore: Caner Atasever, Onur Işçi
- Scoutman: Burak Kaya

## Rosa
| N° | Nome             | Ruolo | Data di nascita | Nazionalità sportiva |
| -- | ---------------- | ----- | --------------- | -------------------- |
| 1  | Selin Adalı      | L     | 11 giugno 2003  | Turchia              |
| 2  | Merve Öztürk     | S     | 4 maggio 2000   | Turchia              |
| 3  | Fatma Yıldırım   | S     | 3 gennaio 1990  | Turchia              |
| 4  | Berra Eren       | C     | 20 agosto 2001  | Turchia              |
| 5  | Özlem Güven      | L     | 1º ottobre 1997 | Turchia              |
| 6  | Özge Yurtdagülen | C     | 6 agosto 1993   | Turchia              |
| 7  | Emine Arıcı      | C     | 17 gennaio 1997 | Turchia              |
| 8  | Semra Özer       | S     | 19 gennaio 1994 | Turchia              |
| 9  | Çağla Salih      | P     | 5 aprile 2002   | Turchia              |
| 10 | İdil Kanbur      | S     | 30 agosto 1999  | Turchia              |
| 11 | Aslıhan Kılıç    | P     | 21 aprile 1998  | Turchia              |
| 14 | Shealyn McNamara | C     | 25 luglio 1999  | Stati Uniti          |
| 16 | Anna Nicoletti   | O     | 3 gennaio 1996  | Italia               |
| 17 | Sara Loda        | S     | 22 agosto 1990  | Italia               |
| 18 | Saša Planinšec   | C     | 2 giugno 1995   | Slovenia             |

## Statistiche

### Statistiche di squadra
| Competizione     | Punti | In casa | In casa | In casa | In trasferta | In trasferta | In trasferta | Totale | Totale | Totale |
| Competizione     | Punti | G       | V       | P       | G            | V            | P            | G      | V      | P      |
| ---------------- | ----- | ------- | ------- | ------- | ------------ | ------------ | ------------ | ------ | ------ | ------ |
| Sultanlar Ligi   | 34    | 15      | 7       | 8       | 15           | 5            | 10           | 30     | 12     | 18     |
| Coppa di Turchia | 6     | 1       | 1       | 0       | 0            | 0            | 0            | 4      | 3      | 1      |
| Totale           | -     | 16      | 8       | 8       | 15           | 5            | 10           | 34     | 15     | 19     |

G = partite giocate; V = partite vinte; P = partite perse

### Statistiche dei giocatori
| Giocatore      | Campionato | Campionato | Campionato | Campionato | Campionato | Coppa di Turchia | Coppa di Turchia | Coppa di Turchia | Coppa di Turchia | Coppa di Turchia | Totale | Totale | Totale | Totale | Totale |
| Giocatore      | P          | PT         | AV         | MV         | BV         | P                | PT               | AV               | MV               | BV               | P      | PT     | AV     | MV     | BV     |
| -------------- | ---------- | ---------- | ---------- | ---------- | ---------- | ---------------- | ---------------- | ---------------- | ---------------- | ---------------- | ------ | ------ | ------ | ------ | ------ |
| S. Adalı       | 30         | 0          | 0          | 0          | 0          | 4                | 0                | 0                | 0                | 0                | 34     | 0      | 0      | 0      | 0      |
| E. Arıcı       | 12         | 83         | 44         | 30         | 9          | 3                | 15               | 13               | 2                | 0                | 15     | 98     | 57     | 32     | 9      |
| B. Eren        | 9          | 30         | 21         | 7          | 2          | 1                | 1                | 1                | 0                | 0                | 10     | 31     | 22     | 7      | 2      |
| Ö. Güven       | 28         | 0          | 0          | 0          | 0          | 4                | 0                | 0                | 0                | 0                | 32     | 0      | 0      | 0      | 0      |
| İ. Kanbur      | 30         | 240        | 189        | 31         | 20         | 5                | 49               | 46               | 2                | 1                | 35     | 289    | 235    | 33     | 21     |
| A. Kılıç       | 28         | 59         | 10         | 24         | 25         | 5                | 9                | 2                | 4                | 3                | 33     | 68     | 12     | 28     | 28     |
| S. Loda        | 25         | 322        | 286        | 16         | 20         | 4                | 45               | 35               | 2                | 8                | 29     | 367    | 321    | 18     | 28     |
| S. McNamara    | 7          | 22         | 10         | 8          | 4          | 1                | 0                | 0                | 0                | 0                | 8      | 22     | 10     | 8      | 4      |
| A. Nicoletti   | 29         | 658        | 607        | 35         | 16         | 5                | 79               | 72               | 6                | 1                | 34     | 737    | 679    | 41     | 17     |
| S. Özer        | 22         | 69         | 57         | 9          | 3          | 3                | 11               | 10               | 1                | 0                | 25     | 80     | 67     | 10     | 3      |
| M. Öztürk      | 28         | 115        | 101        | 10         | 4          | 4                | 2                | 2                | 0                | 0                | 32     | 117    | 103    | 10     | 4      |
| S. Planinšec   | 29         | 217        | 145        | 64         | 8          | 5                | 34               | 22               | 12               | 0                | 34     | 251    | 167    | 76     | 8      |
| Ç. Salih       | 21         | 15         | 7          | 3          | 5          | 4                | 2                | 0                | 2                | 0                | 25     | 17     | 7      | 5      | 5      |
| F. Yıldırım    | 30         | 106        | 84         | 13         | 9          | 5                | 10               | 9                | 1                | 0                | 35     | 116    | 93     | 14     | 9      |
| Ö. Yurtdagülen | 28         | 92         | 54         | 31         | 7          | 5                | 16               | 11               | 5                | 0                | 33     | 108    | 65     | 36     | 7      |

P = presenze; PT = punti totali; AV = attacchi vincenti; MV = muri vincenti; BV = battute vincenti